# 제37회 미국 감독 조합상
제37회 미국 감독 조합상은 1984년 뛰어난 활동을 보인 영화 감독을 기리기 위해 1985년 3월에 열린 시상식이다. 뉴욕, Beverly Hilton Hotel에서 개최되었다.

## 수상 및 후보

### 감독상(영화부문)
- 아마데우스 - 밀로스 포먼 수상

### 감독상(다큐멘터리부문)
- 알프레드 R. 켈먼 수상

### 공로상
- 빌리 와일더 수상

### 명예상
- Tom Donovan 수상

### 로버트 B. 알드리치 상
- 엘리어트 실버스타인 수상

### 프랑크 카프라 상
- Jane Schimel 수상
- Abby Singer 수상